# Inline hokej

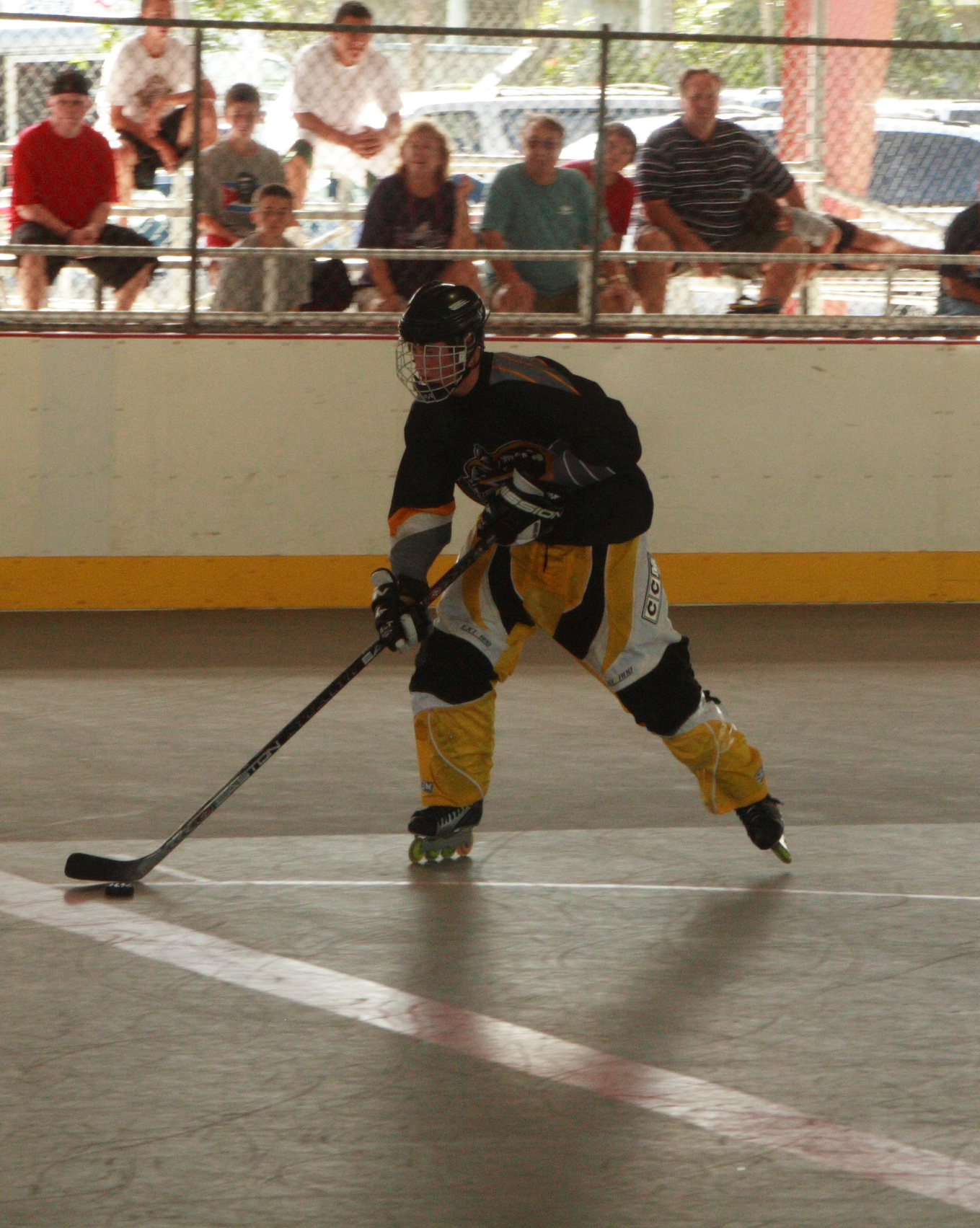
inline hokejista v akci

Inline hokej je sport podobný lednímu hokeji, který se hraje na inline bruslích, s míčkem nebo speciálním pukem, které se posouvají hokejkou.
Inline hokej mezinárodně organizuje World Skate (dříve Mezinárodní federace kolečkových sportů - FIRS). Do roku 2017 se v inline hokeji angažovala i Mezinárodní federace ledního hokeje (IIHF). 
V České republice inline hokej zastřešuje Česká asociace inline hokeje (ČAILH), která časem změnila jméno na Česká unie kolečkových sportů úsek Inline hokeje.
V roce 1992 byl podobný sport, hokej na kolečkových bruslích, ukázkovým sportem na olympiádě v Barceloně.
Česká republika je pro rok 2021 Mistrem Světa v Inline hokeji, když porazila Kanadu.

## Pravidla

### World Skate
- Hraje se s plastovým pukem.
- Hraje na dva poločasy po 20 minutách.
- Každé mužstvo má na hřišti maximálně 5 hráčů, tj. 4 hráče do pole a 1 brankáře (nebo 5 hráčů do pole).
- Nepíská se zakázané uvolnění ani postavení mimo hru.
- Klasická hra do těla jako v ledním hokeji není dovolena.
- Branka má menší rozměry než v ledním hokeji: 170 × 105 cm (v našich domácích soutěžích se ale používají branky na lední hokej).
- Při současném vyloučení dvou hráčů jednoho mužstva se hraje přesilovka 4 na 2.[2]

## Výstroj
- Brusle se třemi, čtyřmi nebo pěti kolečky (s pěti jen v případě bruslí brankářských).[2]
  - Nejlepší jsou malá tvrdá kolečka zvaná agresory (kvůli zrychlení).
  - Na speciální indoor plochu jsou nejlepší kolečka měkká (nepodkluzují).
- Hokejka klasická hokejová.[2]
- Výstroj brankářů je (až na brusle) stejná jako v ledním hokeji.
- Hráči v poli nosí dlouhé kalhoty bez vycpávek (na rozdíl od krátkých kalhot na lední hokej), většinou v kombinaci se samostatnými vnitřními vycpávkami. Zpravidla nenosí chrániče ramen (nosit je ale není zakázáno).

## Výhody
- Může se hrát i v létě.
- Může se hrát na různých nekluzkých površích:
  - asfalt,
  - beton,
  - speciální umělé sportovní povrchy (v našich domácích soutěžích jediná možná varianta).
- Hru mohou hrát hráči se zkušenostmi s klasickým ledním hokejem.
- Je méně kontaktní než lední hokej.